# بخت پریشان (فیلم)
بخت پریشان یا خطای ستارگان بخت ما (به انگلیسی: The Fault In Our Stars) فیلمی رمانتیک درام آمریکایی به کارگردانی جاش بون، برگرفته از رمانی به همین نام به قلم جان گرین است. در این فیلم شیلین وودلی، انسل الگورت، لورا درن، سام ترمل، نات وولف و ویلم دفو نقش‌آفرینی می‌کنند. فیلم‌برداری بخت پریشان در پیتسبورگ و آمستردام صورت گرفته‌است و در تاریخ ۶ ژوئن ۲۰۱۴ روی پرده سینما اکران شد.

## داستان
هیزل گریس لنکستر هیچ‌گاه از زندگی خود سهمی جز بیماری لاعلاج نبرده‌است. در واقع فصل آخر زندگی او با تشخیص بیماری سرطانش نوشته شد، گرچه دارویی جدید با تأثیر معجزه‌آسایی چند سال دیگر را به زندگی او هدیه کرده‌است. اما با ورود ناگهانی آگوستوس واترز خوشتیپ به گروه حمایت از کودکان سرطانی پیچش داستانی بزرگی رخ می‌دهد و داستان زندگی هیزل وارد فصل جدیدی می‌شود.

## بازیگران و شخصیت‌ها
- شیلین وودلی در نقش هیزل گریس لنکستر
- انسل الگورت در نقش آگوستوس واترز
- نات وولف در نقش آیزاک
- لورا درن در نقش خانم لنکستر
- سام ترمل در نقش آقای لنکستر
- مایک بیربیگلیا در نقش پاتریک
- لاته فربیک در نقش لیدووی لیجنتارت
- ویلم دفو در نقش پیتر ون هوتن

## تولید
فیلم‌برداری در تاریخ ۲۶ اوت ۲۰۱۳ در پیتسبورگ، پنسیلوانیا آغاز شد و تا ۱۰ اکتبر ۲۰۱۳ در آنجا ادامه یافت. هتل تاریخی "Mansions on Fifth" در تهیه فیلم همکاری داشت. فیلم‌برداری در آمستردام نیز از ۱۴ اکتبر شروع شد. موسیقی فیلم هم توسط گروه برایت آیز ساخته شد.

## بازاریابی
اولین پیش‌پرده فیلم در تاریخ ۲۹ ژانویه ۲۰۱۴ پخش شد. در کمتر از ۲۴ ساعت این پیش‌پرده بیش از ۳ میلیون بازدیدکننده داشت؛ و در ۹ مه ۲۰۱۴ بیش از ۱۷ میلیون بار روی این پیش‌پرده در وب سایت یوتیوب کلیک شده‌است.

## فروش
این فیلم در هفته اول اکران در صدر جدول پرفروش‌ترین فیلم‌ها از جمله فیلم لبه فردا قرار گرفت. این فیلم با بودجه تقریبی ۱۲ میلیون دلار توانست به فروش جهانی معادل ۳۰۷ میلیون دلار دست یابد.